# Exequiel Silva
Exequiel Silva Ortíz (Santiago de Chile, 13 de octubre de 1963) es un médico veterinario y político chileno, miembro del Partido Demócrata Cristiano (PDC). Entre 1994 y 2006 se desempeñó como diputado por el distrito N.º 53.

## Primeros años de vida
Es hijo de Arturo Silva Flores y de María Ortiz Varas. Los estudios primarios y secundarios los realizó en el Liceo Leonardo Murialdo de Santiago. Tras finalizar su etapa escolar, ingresa a la Facultad de Ciencias Veterinarias de la Universidad Austral de Valdivia, donde obtiene el título de Médico Veterinario en 1988.

## Vida pública
Su carrera política comienza en la época universitaria al ser electo Vicepresidente en 1984 hasta 1985 y, Presidente en 1985 hasta 1986 del Centro de Alumnos de su Carrera. Posteriormente, en 1987, ocupa la presidencia de la Democracia Cristiana Universitaria.
En 1988 es encargado del Comando por la opción No para el plebiscito del 5 de octubre. Más adelante, obtiene el cargo de Vicepresidente Provincial de la Juventud Demócrata Cristiana. Asimismo, es representante de la mesa directiva en el Comando Ejecutivo de la campaña senatorial de Gabriel Valdés.
En diciembre de 1990 pasa a ocupar el cargo de Jefe de Gabinete de la Gobernación Provincial de Valdivia, dejándola tras presentar su candidatura a diputado.
Entre otras actividades que efectúa, en 1992 se desempeña como Vicepresidente de "Corporación de Menores de Calle" y como Director de la Corporación de Promoción Social de Valdivia.
Paralelamente, es nombrado Delegado a la Junta Nacional de la DC. También, durante 1992 y 1993, es Vicepresidente Provincial del PDC en Valdivia.
Es electo Diputado en diciembre de 1993 por la Décima Región, Distrito N.°53 de Corral, Lanco, Máfil, Mariquina y Valdivia para el período de 1994 a 1998. Pasa a integrar las Comisiones de Agricultura, Desarrollo Rural y Marítimo, de Recursos Naturales, Bienes Nacionales y Medio Ambiente. Además, es miembro de las Comisiones Especiales Legislativa de los Convenios del GATT y de Régimen Jurídico de las Aguas. También, pertenece a la Comisión Investigadora de la Entrega de Recursos Públicos para Organizaciones Deportivas.
En diciembre de 1997 es reelecto para el siguiente período, de 1998 a 2002. Participa en las Comisiones de Agricultura, Silvicultura y Pesca, de Familia y es presidente de las Comisiones de Gobierno Interior, Regionalización, Planificación y Desarrollo Social.
En diciembre de 2001 fue reelegido diputado para el período 2002 a 2006, por el Distrito N.º 53 de la X Región de Los Lagos, correspondiente a las comunas de Valdivia, Mariquina, Lanco, Corral y Máfil. Participó en las Comisiones de Educación, Cultura, Deportes y Recreación. Asimismo, fue integrante de las Comisiones de Gobierno Interior, Regionalización, Planificación y Desarrollo Social; Pesca, Acuicultura e Intereses Marítimos; de Hacienda; Comisión Investigadora sobre irregularidades en la Casa de Moneda de Chile y la Comisión Especial de la Juventud. Fue primer vicepresidente de la Cámara de Diputados, entre el 29 de julio de 2003 y el 16 de marzo de 2004.
Buscó la reelección como diputado en las elecciones parlamentarias de 2005 y 2009, sin éxito.
En marzo de 2014 fue contratado como asesor del ministro de Educación de la Presidenta Michelle Bachelet, Nicolás Eyzaguirre.

## Historial electoral

### Elecciones parlamentarias de 1993
- Elecciones parlamentarias de 1993 a Diputados por el distrito 53 (Corral, Lanco, Máfil, Mariquina y Valdivia).[1]

### Elecciones parlamentarias de 1997
- Elecciones parlamentarias de 1997 a Diputados por el distrito 53 (Corral, Lanco, Máfil, Mariquina y Valdivia)[2]

### Elecciones parlamentarias de 2001
- Elecciones parlamentarias de 2001 a Diputados por el distrito 53 (Corral, Lanco, Máfil, Mariquina y Valdivia)[3]

### Elecciones parlamentarias de 2005
- Elecciones parlamentarias de 2005 a Diputados por el distrito 53 (Corral, Lanco, Máfil, Mariquina y Valdivia)[4]

### Elecciones parlamentarias de 2009
- Elecciones parlamentarias de 2009 a Diputados por el distrito 53 (Corral, Lanco, Máfil, Mariquina y Valdivia)[5]

## Controversias
En 2014, se reveló su rol como asesor para la reforma educacional del segundo gobierno de Michelle Bachelet, al mismo tiempo que su trabajo como lobbysta para empresas privadas en la empresa Conexxa S.A.. Esta asesoraba, entre otras, a la empresa KDM, fuertemente involucrada en el denominado Caso Basura  
Según diversas fuentes, este antecedente habría obrado en contra para su nombramiento (fallido) como subsecretario de Segpres en 2017.
Su nombre volvió a la esfera pública en 2023 a raíz del Caso Hermosilla. En uno de los audios se le menciona explícitamente, particularmente en relación a la empresa Steuern, que habría sido receptora de facturas falsas de empresas de Daniel Sauer. Curiosamente, al ser entrevistado por los medios, Silva declaró “no conocer la empresa Steuern”, pese a que aparecía en la página web de esta como “socio y director”, cargo que el propio Silva ostentaba en su perfil de Linkedin Junto con esto, su empresa Commercia SpA, en asociación con Luis Angulo, también aparece como receptora de 400 facturas falsas.
Si bien Silva no ha sido formalizado por el caso Hermosilla (al contrario de Angulo), en 2024 un informe de Contraloría nuevamente apuntó a Commercia SpA, esta vez en relación a millonarios pagos de la empresa PacificBlu, conformada por Blumar, Pesquera BioBio y Congelados Pacífico, y la Asociación de Industriales Pesqueros del Bío Bío, actualmente Pescadores Industriales del Bío Bío. Silva aparece también recibiendo pagos mediante transferencias directas.